# Дискография Патти Смит
Ниже приведена дискография Патти Смит, американской певицы и поэта. Начиная с 1974 года она выпустила одиннадцать студийных альбомов, два концертных альбома, два мини-альбома, девятнадцать синглов, три сборника и один бокс-сет на звукозаписывающих лейблах Arista Records и Columbia Records.

## Студийные альбомы
| Год  | Название                                                                                                   | Чарты | Чарты | Чарты | Чарты | Чарты | Чарты |
| Год  | Название                                                                                                   | США   | ВЕЛ   | НОР   | ШВА   | ШВЕ   |       |
| ---- | --- | ----- | ----- | ----- | ----- | ----- | ----- |
| 1975 | «Horses» - Дебютный альбом - Выпущен: Ноябрь, 1975 год - Лейбл: Arista Records (4066)                      | 47    | 157   | —     | —     | —     |       |
| 1976 | «Radio Ethiopia» - Второй студийный альбом - Выпущен: Октябрь, 1976 год - Лейбл: Arista Records (4097)     | 122   | —     | —     | —     | 38    |       |
| 1978 | «Easter» - Третий студийный альбом - Выпущен: Март, 1978 год - Лейбл: Arista Records (4171)                | 20    | 16    | 10    | —     | 34    |       |
| 1979 | «Wave» - Четвёртый студийный альбом - Выпущен: Май, 1979 год - Лейбл: Arista Records (4221)                | 18    | 41    | 7     | —     | 17    |       |
| 1988 | «Dream of Life» - Пятый студийный альбом - Выпущен: Июнь, 1988 год - Лейбл: Arista Records (8453)          | 65    | 70    | 9     | 9     | 15    |       |
| 1996 | «Gone Again» - Шестой студийный альбом - Выпущен: Июнь, 1996 год - Лейбл: Arista Records (18747)           | 55    | 44    | 33    | 29    | 18    |       |
| 1997 | «Peace and Noise» - Седьмой студийный альбом - Выпущен: Сентябрь, 1997 год - Лейбл: Arista Records (18986) | 152   | 169   | —     | —     | 47    |       |
| 2000 | «Gung Ho» - Восьмой студийный альбом - Выпущен: Март, 2000 год - Лейбл: Arista Records (14618)             | 178   | —     | —     | 94    | —     |       |
| 2004 | «Trampin'» - Девятый студийный альбом - Выпущен: Апрель, 2004 год - Лейбл: Columbia Records (90330)        | 123   | 70    | 18    | 48    | 16    |       |
| 2007 | «Twelve» - Альбом каверов - Выпущен: Апрель, 2007 год - Лейбл: Columbia Records (87251)                    | 60    | 63    | 35    | 23    | 26    |       |
| 2012 | «Banga» - Одиннадцатый студийный альбом - Выпущен: Июнь, 2012 год - Лейбл: Columbia Records (88697222172)  | 57    | 47    | 3     | 10    | 12    |       |

## Концертные альбомы
| Год  | Название                                                                                       |
| ---- | ---------------------------------------------------------------------------------------------- |
| 2005 | «Horses/Horses» - Живой альбом - Выпущен: Ноябрь, 2005 год - Лейбл: Legacy Recordings (671445) |
| 2008 | «The Coral Sea» - Живой альбом с Кевином Шилдсом - Выпущен: Июль, 2008 год - Лейбл: PASK (001) |

## Сборники
| Год  | Название                                                                                       |
| ---- | ---------------------------------------------------------------------------------------------- |
| 1996 | «The Patti Smith Masters» - Бокс-сет - Выпущен: Июнь, 1996 год - Лейбл: Arista Records (18933) |
| 2002 | «Land» - Сборник - Выпущен: Март, 2002 год - Лейбл: Arista Records (14708)                     |
| 2008 | «iTunes Originals» - Интернет-альбом - Выпущен: Январь, 2008 год - Лейбл: Sony BMG             |
| 2011 | «Outside Society» - Сборник - Выпущен: Август, 2011 год - Label: Legacy Recordings             |

## Мини-альбомы
| Год  | Название                                                                                                 |
| ---- | --- |
| 1977 | «Hey Joe / Radio Ethiopia» - Extended play - Выпущен: 1977 год - Лейбл: Arista Records (2C 052-60.133 Z) |
| 1978 | «Set Free» - Extended play - Выпущен: 1978 год - Лейбл: Arista Records (12197)                           |

## Синглы
| Год  | Название                                 | Чарты       | Чарты    | Чарты      | Чарты       | Альбом                    |
| Год  | Название                                 | США Hot 100 | США Main | США Modern | ВЕЛ Singles | Альбом                    |
| ---- | ---------------------------------------- | ----------- | -------- | ---------- | ----------- | ------------------------- |
| 1974 | «Hey Joe»                                | —           | —        | —          | —           | —                         |
| 1976 | «Gloria»                                 | —           | —        | —          | —           | «Horses»                  |
| 1976 | «Pissing in a River»                     | —           | —        | —          | —           | «Radio Ethiopia»          |
| 1976 | «Pumping (My Heart)»                     | —           | —        | —          | —           | «Radio Ethiopia»          |
| 1977 | «Ask the Angels»                         | —           | —        | —          | —           | «Radio Ethiopia»          |
| 1978 | «Because the Night»                      | 13          | —        | —          | 5           | «Easter»                  |
| 1978 | «Privilege (Set Me Free)»                | —           | —        | —          | 72          | «Easter»                  |
| 1979 | «Frederick»                              | 90          | —        | —          | 63          | «Wave»                    |
| 1979 | «Dancing Barefoot»                       | —           | —        | —          | —           | «Wave»                    |
| 1979 | «So You Want to Be a Rock 'n' Roll Star» | —           | —        | —          | —           | «Wave»                    |
| 1988 | «People Have the Power»                  | —           | 19       | —          | 97          | «Dream of Life»           |
| 1988 | «Looking for You (I Was)»                | —           | —        | —          | —           | «Dream of Life»           |
| 1988 | «Up There Down There»                    | —           | —        | 6          | —           | «Dream of Life»           |
| 1996 | «Summer Cannibals»                       | —           | —        | —          | —           | «Gone Again»              |
| 1996 | «E-Bow the Letter» (с R.E.M.)            | 49          | 15       | 2          | 4           | «New Adventures in Hi-Fi» |
| 1997 | «1959»                                   | —           | —        | —          | —           | «Peace and Noise»         |
| 2000 | «Glitter in Their Eyes»                  | —           | —        | —          | —           | «Gung Ho»                 |
| 2004 | «Jubilee»                                | —           | —        | —          | —           | «Trampin'»                |
| 2007 | «Gimme Shelter»                          | —           | —        | —          | —           | «Twelve»                  |

## Би-сайды
| Год  | Название                 | Сторона «А»             |
| ---- | ------------------------ | ----------------------- |
| 1974 | «Piss Factory»           | «Hey Joe»               |
| 1976 | «My Generation»          | «Gloria»                |
| 1977 | «Time Is on My Side»     | «Ask the Angels»        |
| 1978 | «God Speed»              | «Because the Night»     |
| 1979 | «Fire of Unknown Origin» | «Frederick»             |
| 1979 | «5-4-3-2-1»              | «Dancing Barefoot»      |
| 1988 | «Wild Leaves»            | «People Have the Power» |
| 1996 | «Come Back Little Sheba» | «Summer Cannibals»      |
| 1996 | «Come on in My Kitchen»  | «Summer Cannibals»      |

## Видеоклипы
| Год  | Название                  | Альбом                    |
| ---- | ------------------------- | ------------------------- |
| 1978 | «Rock N Roll Nigger»      | «Easter»                  |
| 1988 | «People Have the Power»   | «Dream of Life»           |
| 1988 | «Looking for You (I Was)» | «Dream of Life»           |
| 1996 | «Summer Cannibals»        | «Gone Again»              |
| 1996 | «E-Bow the Letter»        | «New Adventures in Hi-Fi» |
| 2007 | «Smells Like Teen Spirit» | «Twelve»                  |
| 2007 | «Pastime Paradise»        | «Twelve»                  |

## Саундтреки
| Год  | Песня                                       | Фильм                        |
| ---- | ------------------------------------------- | ---------------------------- |
| 1991 | «It Takes Time» (с Фредом «Соником» Смитом) | «Когда наступит конец света» |
| 1994 | «Rock N Roll Nigger» (Flood remix)          | «Прирождённые убийцы»        |
| 1995 | «Walkin Blind»                              | «Мертвец идёт»               |